# Netzwerk-Simplexmethode
Die Netzwerk-Simplexmethode ist in der Optimierung ein Verfahren zur Lösung von Min-cost-flow-Problemen durch Nutzung von Methoden des Simplex-Verfahrens. Prinzipiell könnte man dieses Problem als allgemeines lineares Optimierungsproblem formulieren und mit dem generischen Simplex-Verfahren lösen. Bei dieser speziellen Art von Netzwerkflussproblemen lässt sich aber jede Basis im Simplex-Verfahren als Baum in einem Graphen interpretieren. Der Übergang von einer Basis zur nächsten entspricht dem Übergang von einem Baum zu einem anderen. Dadurch lässt sich das Lösungsverfahren deutlich beschleunigen, indem man die Simplex-Schritte durch solche kombinatorischen Operationen ersetzt. Ausgehend von einem zulässigen Baumvektor, kann man sich mit Hilfe des zugehörigen Dualproblems in jedem Iterationsschritt verbessern, bis man den optimalen Baumvektor erhält.